# Waldemar Bogenschneider
Waldemar Bogenschneider (* 12. Februar 1932 in Magdeburg) ist ein ehemaliger Funktionär der FDJ. Er war von 1954 bis 1963 Abgeordneter der Volkskammer der DDR.

## Leben
Bogenschneider wurde in einer Magdeburger Arbeiterfamilie geboren. Nach dem Besuch der Volksschule, die er 1946 beendete, verdiente er sich zunächst bis 1949 als Hilfsarbeiter seinen Lebensunterhalt. Danach sah er in den neu aufgestellten kasernierten Volkspolizeibereitschaften der Verwaltung für Schulung eine Möglichkeit, sich ein einträgliches Einkommen zu sichern. Er verpflichtete sich freiwillig für drei Jahre Dienst in den bewaffneten Organen. Während dieser Dienstzeit trat Bogenschneider 1950 in die FDJ ein. 
Nach dem Wehrdienst begann er eine Lehre als Fräser im VEB Schwermaschinenbau Karl Liebknecht Magdeburg. Da er sich neben der Arbeit auch in der FDJ und dem Freien Deutschen Gewerkschaftsbund (FDGB), in den er 1953 eintrat, engagierte, wurde Bogenschneider als Vertreter dieses DDR-weit bedeutenden Industriebetriebes mit dem Mandat der Jugendorganisation FDJ als Abgeordneter in die Volkskammer gewählt. Diese Abgeordnetentätigkeit war vorher mit dem Eintritt in die SED verbunden. 1955 übernahm er in seinem Betrieb den Posten des FDJ-Sekretärs. 1957 wechselte er in den Ständigen Ausschuss der Volkskammer für die örtlichen Volksvertretungen, wo er auch in der nachfolgenden Legislaturperiode bis 1961 eine hauptamtliche Funktion innehatte. 
Im Jahr des Mauerbaus wurde Bogenschneider zu einem Parteilehrjahr an die Bezirksparteischule Magdeburg delegiert. Nach dem Besuch dieser Schule wurde er 1962 Instrukteur für Jugendfragen bei der SED-Bezirksleitung Magdeburg. Gerade nach der zementierten deutschen Teilung ab August 1961 übernahm die SED-Führung in der Folge große Anstrengungen, gerade die Jugend für ihre Ideen zu begeistern. Dies führte für einige Zeit zu einem sehr offenen Diskussionsklima zwischen der Jugend und Parteifunktionären. Im Juli 1963 berief Walter Ulbricht den vormaligen Chefredakteur der FDJ-Studentenzeitschrift Forum zum Leiter der Jugendkommission des SED-Politbüros. In der Folge entwickelte dieser zusammen mit anderen Jugendfunktionären das Jugendkommunique Der Jugend Vertrauen und Verantwortung. In Anlehnung an diese Jugendkommission wurden auch in den SED-Bezirksleitungen Jugendkommissionen einberufen, deren Leitung in Magdeburg Anfang des Jahres 1965 Waldemar Bogenschneider übernahm.
Nach einem Interview mit dem SED-Zentralorgan Neues Deutschland, in dem Aussagen fielen wie 
„Einige Pädagogen, Lehrmeister und Wirtschaftsfunktionäre erkennen noch nicht, daß sie die Hausherren für die kommenden zehn, zwanzig oder dreißig Jahre nur erziehen können, wenn sie an sich selbst hohe geistige Anforderungen stellen“
und anderen offenen Meinungsäußerungen zur damaligen Jugend in der DDR, die nicht nur aus glühenden Sozialisten bestand, war es offensichtlich mit Bogenschneiders Karriere vorbei. Über das weitere Leben Bogenschneiders ist bisher nichts bekannt.